# Franklin D. Roosevelt East River Drive

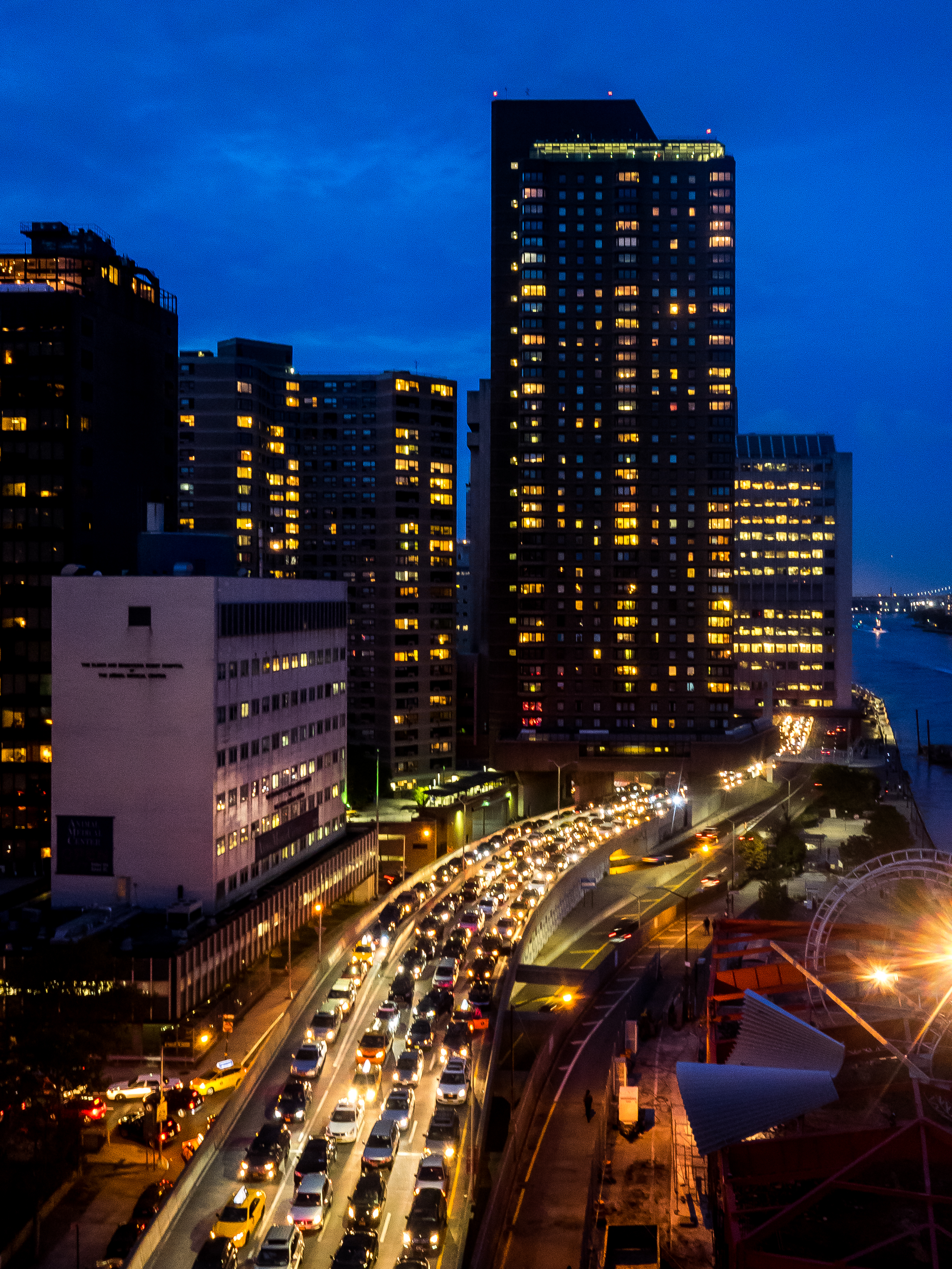
FDR Drive å kvällen.

FDR Drive är en stor motorväg på östra delen av Manhattan i New York. Den går längs East River från Battery Park Underpass under Battery Park norrut till Triborough Bridge (där den blir Harlem River Drive). Från början döptes den till East River Drive men döptes om efter Franklin Delano Roosevelt. Lokalt går den under namnet "The FDR".